# 威廉·品钦
威廉·品欽（英語：William Pynchon，1590年10月11日—1662年10月29日），是一位英格蘭北美殖民地裁判官、財政官、皮草商及神學家。他是馬薩諸塞灣殖民地的最初所有人，領導位於馬薩諸塞州漢普登縣的殖民活動，并於1636年建立斯普林菲爾德。
威廉·品欽於1652年重返英格蘭王國直至去世。
美國後現代主義作家托馬斯·品欽是威廉·品欽的直系後代。